# Черногорац, Джованни
Джованни Черногорац (хорв. Giovanni Cernogoraz род. 27 декабря 1982 года) — хорватский стрелок, специализирующийся в дисциплинах трап и дубль-трап. Олимпийский чемпион 2012 года.

## Карьера
Черногорац родился в 1982 году в семье истрийских итальянцев. Стрельбой начал заниматься в раннем возрасте, благодаря увлечению охотой. В 2002 году завоевал бронзовую медаль на чемпионате мира в Лахти в юниорской категории.
Хорват не смог пробиться на Олимпиады в Афинах и Пекине, но на Олимпиаду в Лондоне смог классифицироваться после того, как в 2012 году выиграл золотую медаль на чемпионате Европы в личном трапе и в командном зачёте.
На Олимпиаде Черногорац показал в квалификации шестой результат, что позволило ему пробиться в финал. В финальном раунде он поразил 24 мишени из 25 возможных, набрав в сумме 146 баллов (повторение Олимпийского рекорда). Такой же результат показал итальянец Массимо Фаббрици. Для определения победителя была назначена перестрелка. Оба стрелка удачно сделали по 5 выстрелов, но на шестом выстреле итальянец промахнулся, а Черногорац поразил свою мишень и стал олимпийским чемпионом.
По итогам 2012 года Джованни Черногорац получил звание спортсмена года в Хорватии.
На чемпионате мира 2013 года в Лиме хорват завоевал бронзовую медаль.